# 弗雷德里克·热夫斯基
弗雷德里克·热夫斯基，（英語：Frederic Rzewski，1938年4月13日—2021年6月26日），又译列夫斯基，波兰裔美国作曲家、钢琴家。出生于马萨诸塞州韦斯特菲尔德，自幼会弹钢琴。曾在菲利普斯学院、哈佛大学和普林斯顿大学就读，教过他的老师包括兰德尔·汤普森，塞欣斯，辟斯顿，巴比特等著名作曲家。1960年赴意大利，师从作曲家达拉皮科拉，同时开始作为钢琴家演奏各类当代新作品，在此期间，他还参与各种实验音乐、即兴音乐等带有先锋派色彩的音乐创新探索活动。1971年回纽约。20世纪70年代起，他在欧洲和美洲多所学校进行过教学活动。
热夫斯基的不少音乐作品都取材于现实题材，如他最著名的作品，钢琴曲《团结的人民永不败》就是智利同名歌曲的36段变奏曲，1971年的阿蒂卡监狱暴乱则激发他创作出《一起来》（Coming Together）等作品。他的多数作品较为通俗易懂，但也尝试过如图像记谱、电子音乐等前卫技法。代表作还有钢琴曲《北美叙事曲》四首等。
2021年6月26日，热夫斯基因突发心肌梗死于意大利逝世。